# Dischistodus darwiniensis
Dischistodus darwiniensis là một loài cá biển thuộc chi Dischistodus trong họ Cá thia. Loài này được mô tả lần đầu tiên vào năm 1928.
D. darwiniensis trước đó chỉ được xem là danh pháp đồng nghĩa của Dischistodus fasciatus nhưng cả hai loài có kiểu hình hoàn toàn khác nhau.

## Từ nguyên
Từ định danh được đặt theo tên gọi của Darwin (Úc), thủ phủ của Lãnh thổ Bắc Úc, nơi mà mẫu định danh được thu thập (–ensis: hậu tố biểu thị nơi chốn).

## Phạm vi phân bố và môi trường sống
D. darwiniensis là một loài đặc hữu của Úc, và được tìm thấy từ quần đảo Mangrove (Tây Úc) vòng qua vịnh Carpentaria đến bán đảo Gove (Bắc Úc). Chúng sống gần những rạn san hô trên nền cát và bùn ở độ sâu đến ít nhất là 15 m.

## Mô tả
D. darwiniensis có chiều dài cơ thể tối đa được ghi nhận là 15 cm. Loài cá này có màu trắng với 5 vệt sọc đen và 2 đốm đen ở giữa và nửa sau của vây lưng sau. Phần cơ thể từ mõm dọc theo lưng có màu vàng.

## Sinh thái học
Thức ăn của D. darwiniensis có thể là tảo hoặc các loài động vật phù du. Cá đực có tập tính bảo vệ và chăm sóc trứng.